# Ismail Mahmud Hurre
Ismail Mahmoud Hurre (Buubaa) (Somali : Ismaaciil Maxamuud Hurre [Buubaa] ; (c. 1943 - 5 avril 2023) est un homme politique somalien qui a été ministre des Affaires étrangères du gouvernement fédéral de transition de mi-2006 à début 2007. Il a été nommé à ce poste le 21 août 2006. Il avait déjà été ministre des affaires étrangères de 2000 à 2002, au début du gouvernement de transition.
Buuba est né à Hargeisa et a passé les quatre premières années de sa vie dans la région d'Aware en Éthiopie. Il a fait ses études primaires à Borama. Après avoir terminé ses études secondaires, il a reçu une bourse pour étudier aux États-Unis, où il a terminé ses études de premier et de deuxième cycle à l'université. Après avoir terminé ses études, Ismail Mahmoud Hurre est devenu enseignant et a travaillé dans des écoles du pays et à l'université King Abdul Aziz. Il a également travaillé pendant un certain temps à la Ligue arabe,.
Hurry meurt le 5 avril 2023, à l'âge de 80 ans.